# Monostorpályi-legelő
Monostorpályi-legelő este o arie protejată (arie specială de conservare — SAC, sit de importanță comunitară — SCI) din Ungaria întinsă pe o suprafață de 150,52 ha, integral pe uscat.

## Localizare
Centrul sitului Monostorpályi-legelő este situat la coordonatele 47°24′49″N 21°46′47″E / 47.413611°N 21.779722°E.

## Înființare
Situl Monostorpályi-legelő a fost declarat sit de importanță comunitară în mai 2004 pentru a proteja 1 specie de plante și 3 specii de animale. Situl a fost protejat și ca arie specială de conservare în februarie 2010.

## Biodiversitate
Situată în ecoregiunea panonică, aria protejată conține 3 habitate naturale: Stepe panonice nisipoase, Pajiști aluvionare inundabile, de Cnidion dubii, Mlaștini alcaline.
La baza desemnării sitului se află mai multe specii protejate:
- plante (1): Cirsium brachycephalum
- mamifere (1): popândău (Spermophilus citellus)
- nevertebrate (2): Carabus hungaricus, fluturele purpuriu (Lycaena dispar)

Pe lângă speciile protejate, pe teritoriul sitului au mai fost identificate 2 specii de plante, 1 specie de nevertebrate, 1 specie de reptile.